# Кэндимэн 2: Прощание с плотью
«Кэндимэн 2: Прощание с плотью» (англ. Candyman: Farewell To The Flesh) — фильм ужасов, сиквел фильма «Кэндимэн» и 2 фильм одноимённой франшизы, снятый в 1995 году.

## Сюжет
Новый Орлеан во время карнавала. При невыясненных обстоятельствах погибает профессор Филип Персел, в смерти которого обвиняют Итена Тэрранта. Его сестра Энни пытается защитить брата, для чего она посещает заброшенный родовой особняк, старое кладбище, торговца во Французском квартале. В итоге женщина узнаёт зловещую тайну — её прапрабабка Кэролайн Салливан была возлюбленной чернокожего художника Дэниэла Робитайла. Когда жители города узнали об этом, то подвергли Дэниела пыткам: сперва у него отпилили руку ржавой пилой, а затем обмазали мёдом и бросили возле разорённых пчелиных ульев. Именно тогда он и получил своё прозвище Кэндимэн.
Однако хоть тело Дэниела умерло, но его душа осталась жить в зеркале Кэролайн. Теперь он приходит в мир живых, если они перед зеркалом произносят пять раз его имя, после чего оказываются нанизанными на огромный крюк. Потеряв отца, мужа, брата и мать, Энни решает покончить с разбушевавшимся предком. Она находит зеркало Кэролайн и, несмотря на уговоры Кэндимэна, разбивает его. Призрак Робитайла разлетается на множество мелких осколков.

## В ролях
- Тони Тодд — Дэниел Робитайл
- Келли Роуэн — Энни Тэррант
- Уильям О`Лири — Итен Тэррант
- Билл Нанн — преподобный Эллис
- Мэтт Кларк — Оноре Тибидо
- Дэвид Джанопулос — детектив Рей Левеск
- Фэй Хаузер — Пем Кервер
- Джошуа Гибран Мэйвизер — Мэтью Эллис
- Тимоти Кархарт — Пол МакКивер
- Вероника Картрайт — Октавия Тэррант
- Майкл Калкин — профессор Филип Персел